# 神田ユウ
神田 ユウ（かんだ ユウ / Yu Kanda）は、星野桂作の漫画作品およびそれを原作としたアニメ『D.Gray-man』に登場する架空の人物。アニメでの声優は櫻井孝宏（第1作）、佐藤拓也（第2作）、代永翼（第2作・幼少期）。

## 人物
プロフィール
- 誕生日 - 6月6日（双子座）※
- 年齢 - 18歳 → 19歳ぐらい※
- 身長 - （初期）175cm → 177cm → 181cm（現在）
- 体重 - （初期）61kg → 59kg → 64kg（現在）
- 血液型 - どの型とも一致しない
- 国籍 - 日本※
- 趣味 - 蕎麦打ち、植物栽培→鍛錬、座禅、森で野宿すること、組手でボロ勝ちにすること
- 好きな物 - 蕎麦と天ぷら（特にカボチャ、シシトウ、レンコン）→蕎麦、一刀両断、勝負
- 嫌いなもの - 青空、甘いやつ、鴉の奴ら
- 欠かせないもの-アルマとの最期の思い出

※が付いているものはエクソシストになるために便宜上名乗った嘘のプロフィールである。 
エクソシスト元帥の一人であるフロワ・ティエドールの弟子。対アクマ武器は「六幻（ムゲン）」で、装備型であったが、後に結晶型となる。
切れ長の目の青年で、長く真っ直ぐな黒髪を普段はポニーテール状にしている。作者公認の美形キャラ。クールに見えるが、冷徹かつ短気でキレやすい性格。たまに舌打ちをする癖がある。他人との接触を嫌っており、単独行動を好む一匹狼。周囲に対する態度も厳しく、殉職した仲間などの他人の命を顧みない考えから、彼を良く思わない者も多い。特にアレンとは初対面時から反りが合わず、いつも口喧嘩をしている。アレンのことを「モヤシ」と呼んで常にいがみ合っているが、意見と思考が一致する時もある。実はバカらしいが、本編ではほとんど描写されない。一人称は「俺（オレ）」。
主要人物の中でも本編での出番は控えめになることが多く、他のエクソシスト達と共に行動する機会も少ない。そのため原作やアニメ版でのおまけコーナーで登場することがしばしばである。
彼の肉体は異常な回復力（本来は全治5ヶ月の重傷を三日で治した）と身体能力及びAKUMAの血のウイルスに対する耐性があるが、これは彼が第二エクソシスト計画の被験体であるがゆえの能力であり、ウイルスを含む大きなダメージを負っても胸に書かれた呪符の効力が持続する限り回復する。
また、彼にだけ見える「蓮の花」がある。

## 来歴

### 過去
チャン家とエプスタイン家が人造使徒計画で創り出した『第二（セカンド）エクソシスト』。9年前、アジア支部の研究施設にて被験体「YU」として目覚める。そこで出会ったもう一人の被験体であるアルマと友人になり、過酷な実験に耐える毎日を送っていたが、ある日過去（元の肉体で生きていた頃）の記憶を夢に見るようになり、最終的に自分の正体を知ってしまう。そして同じく過去を思い出し、研究員を惨殺し自分と心中を図ろうとするアルマを、再生できなくなるまでバラバラに破壊した。教団や中央庁はこれを、『9年前の惨劇』と呼んでいる。また、マリやバクとはこの事件の少し前に初めて会い、事件直前には第二エクソシスト計画の素体にされかけていたマリを結果的に救った。
その後、アルマによって再び重傷を負ったマリを治癒し共にアジア支部を脱出し（この時にマリに自身の治癒能力について口止めしている）、元帥であるティエドールの元へ逃亡。事情を話し匿ってもらう形でティエドールの弟子となり、「神田ユウ」という名で入団し現在に至る。

### アレンとの出会い
素性を偽って教団に入り、エクソシストとしてAKUMAと戦い続け9年近く経った頃、クロスの指示で教団を訪れたアレンと出会う。2人の出会いは、アレンが左眼のペンタクルのせいで敵と誤認され、その掃討に赴いた神田が斬りかかったという最悪のものであり、以来「モヤシ」「バ神田」と呼び合うなど馬が合わない。さらにアレンの入団後最初の任務で組まされ、古代都市・マテールにイノセンス回収に赴きこれを達成する。
その後は元帥捜索へと任務が切り替わり、マリと共にティエドールと合流し適合者探索を行う。その途中で江戸を訪れ、リナリー達クロス部隊の危機に現れた。一時ノアを退けるが、伯爵の罠によりアレンらと共に方舟に閉じ込められ、ノアの一族「怒」スキン・ボリックと戦う。死闘の末に「禁忌・三幻式」を使い撃破するも、自身もまた方舟の崩壊に巻き込まれ、部屋ごと次元の狭間に吸収される。しかし奏者となったアレンが方舟を復活させたことにより街ごと戻ってきた。

### アルマとの再会
ノアによる教団北米支部襲撃の際、任務先のヨルダン陣営から拉致され、AKUMAとして覚醒したアルマと対面する。彼との死闘の果てに、アレンは左眼の力によりアルマのその正体を知るが、アルマがアレンに口止めをした為に神田自身はその正体を知ることはなく、ただ苦しそうに笑うアルマに対し戸惑うばかりであった。アルマの自爆に巻き込まれた際、駆け寄るアレンに語るアルマの心中の吐露を聞きその正体には感づいている模様。アレンを初めてフルネームで呼び、自分とアルマを救おうとしてくれたことに対し礼を言った後、死が迫るアルマを連れ、アレンの手引きでかつて任務で訪れた古代都市・マテールに逃亡し、アルマの最期を見届ける。
逃亡後、残されていた六幻が使えなくなっていたことから教団に死亡と判断されたが、逃亡から3ヶ月後、フランス・プロヴァンスを任務で訪れていたリナリーとマリの前に現れ合流。過去にとらわれず「神田ユウ」として戦うことを誓い、アジア支部でズゥ老師から六幻を受け取ってその最期を看取った後、教団を抜け出しアレンを捜索するジョニーの護衛に付く。その後アポクリフォスと対峙するも敗れてしまう。アポクリフォスの能力により、記憶を作り変えられるも呪符により記憶が戻る。その後ティエドール元帥の協力を得る。

## 神田の呼び名
| 呼称       | 呼んでいる人                                                               |
| ---------- | -------------------------------------------------------------------------- |
| 神田       | アレン、リナリー、マリ                                                     |
| 神田君     | コムイ、ミランダ                                                           |
| 神田先輩   | チャオジー                                                                 |
| ユウ       | ラビ、アルマ                                                               |
| ユー君     | ティエドール元帥、ラビ（ラビ入団時、ティエドール元帥が神田を呼んだ時だけ） |
| パッツン   | アレン、ラビ（一回言いかけただけ）                                         |
| ユウちゃん | ラビ                                                                       |
| バ神田     | アレン                                                                     |

## 対AKUMA武器

### 六幻（ムゲン）
日本刀の形状をした装備型の対アクマ武器。刀身を指でなぞることで発動し、刀身が黒から銀色に変色する。また、発動中に六幻を手放すと、刀身は黒に戻る。普通の刀より切れ味が鋭く、六段階の解放を行うことができる。ノアの一族・スキンとの死闘の末、刀身を粉々に粉砕されるも、修復を施され鍔が付いた形状に改められた。
神田が教団から離脱した際はその現場に残されるが、錆に覆い尽くされ使用不能になっていた。しかし復帰した神田が触れたことで原型に戻り、それを飲み込んだ結果両腕から血液を吸収し、結晶型へと進化した。ただし、ネアを宿すアレンに味方する神田にとっては、咎落ちとなるリスクを孕んでいる。
ティエドールによると臨界点を突破しているらしい。
そのため、イエーガー故元帥枠とクロス元帥の死亡扱いによって空席が2つある元帥の座に座るようティエドールに薦められ、自身の目的のためにもそれを了承する。

### 技
災厄招来 界蟲「一幻」（さいやくしょうらい カイチュウ 「イチゲン」）
六幻を振り、その軌跡から敵に向けて蟲を大量に飛ばす。
災厄招来「二幻刀」（さいやくしょうらい 「ニゲントウ」）
本体から出るもう一本の刀を持ち、二刀流となる。
二幻「八花螳蜋」（にげん はっかとうろう）
目に見えないほどのスピードで相手の懐に入り込み、六幻で8回斬りつける技。攻撃相手に8つの傷跡（放射状）を刻みつける。
禁忌「三幻式」（きんき 「サンゲンシキ」）
使用者の命を吸い、身体能力を上げる。また、刀身が砕け散ってもその破片を光で繋いで柄の下に集わせ、一時的にでも刃を復活させる事が出来る。発動時には瞳孔に名称を示すような三点の文様が浮かび、眼の周りにヒビが入る。発動用なのかは不明だが、発動時に「昇華」と唱えている。
爆魄斬（ばくはくざん）
斬った対象物を爆発させる。
「四幻式」（よんげんしき）
瞳孔に4つの文様が浮かぶ。単純に三幻式を強化した状態だと思われる。
「五幻式」（ごげんしき）
三幻式と同じく術者の命を吸い身体能力を上げる。発動時には瞳孔に名称を示すような五点の文様が浮かぶ。また、刀身や頭髪が浅紫色になり、斬撃を飛ばすこともできるようになり、切った後も電撃のようなものでさらにダメージを与えることができるが、自身の寿命を縮めるスピードが急激に増す。途中で刀の形状が過去で見た六幻に似たものに変わったが、六幻の六つ目の開放なのかどうかは定かではない。
裂閃爪（れっせんそう）
相手を閃光の爪の如く、八方から切り裂く。
斬降一刀（ざんこういっとう）
原作未登場の技。『ジャンプアルティメットスターズ』『D.Gray-man 神の使徒たち』『D.Gray-man 奏者ノ資格』に登場。六幻を大きく振りかぶって一刀両断する。

## 逸話
アニメの制作スタッフで録音調整を担当している土屋雅紀が、収録後の食事の場で「神田」を「加藤」と勘違いして発言してしまい、アニメスタッフと一部のファンから「加藤」と呼ばれている（単行本11巻より）。このことはアニメの「D.Gray-man劇場」でもネタにされ、このときに登場したT氏の声は土屋本人が担当している。